# Cetancodontamorpha
Cetancodontamorpha – klad ssaków obejmujący walenie, hipopotamowate i ich bliskich wymarłych krewnych.

## Tradycyjna systematyka
Tradycyjna systematyka ssaków, na której opiera się również Polskie Nazewnictwo Ssaków Świata, wyróżnia w grupie kopytnych jako odrębny rząd walenie, który dzieli na podrzędy fiszbinowców i zębowców. Jako trzeci podrząd wymieniane są prawalenie, wymarłe formy nie tworzące kladu. Do fiszbinowców zaliczano rodziny walowatych, płetwalowatych, pływaczowatych i walenikowatych, do zębowców natomiast delfinowate, narwalowate, morświnowate, kogiowate, kaszalotowate, suzowate, iniowate i zyfiowate. Prawalenie obejmują Pakicetidae, Ambulocetidae, Remingtonocetidae, Protocetidae i bazylozaury, niekiedy także Kekenodontidae.
Odrębny od waleni rząd stanowią wedle tego ujęcia parzystokopytne. Również dzieli się je na podrzędy. Pierwszy z nich to świniokształtne, do których zaliczają się świniowate, pekariowate i hipopotamowate. Następny podrząd wielbłądokształtnych tworzy rodzina wielbłądowatych. Trzeci podrząd to przeżuwacze. Zaliczają się do nich kanczylowate, piżmowcowate, jeleniowate, widłorogowate, żyrafowate, wołowate, ponadto zaś rodziny wymarłe.

## Nowe badania
Od dawna wiedziano, że walenie należą do ssaków. Oznacza to, że pochodzić muszą od jakichś ssaków żyjących na lądzie, które wtórnie przystosowały się do środowiska morskiego i wykształciły cechy typowe dla zwierząt wodnych w procesie zwanym konwergencją (znaczące zmiany dotyczące uszu, czaszki, skóry, kończyn). Konwergencja jest jednym z procesów prowadzących do powstania homoplazji, które znacząco utrudniają naukowcom określenie rzeczywistych pokrewieństw między organizmami. Oparcie się na różnych cechach może przynieść różne wyniki. Umiejscowienie waleni na drzewie rodowym ssaków długo było celem systematyków. Powstały liczne hipotezy szukające lądowych przodków waleni w różnych grupach ssaków lądowych. Stary pogląd Darwina, iżby za przodków waleni uznać ssaki podobne do niedźwiedzi, nie był już od dawna traktowany poważnie, przodków waleni szukano wśród mezonychów (mięsożernych ssaków żyjących w paleocenie i eocenie, zaliczanych niekiedy do prakopytnych), parzystokopytnych bądź przodków parzystokopytnych. Na bliskie pokrewieństwo między waleniami i parzystokopytnymi wskazywały liczne dane.
Przełom przyniosły jednak badania genetyczne. Praca Graura i Higginsa z 1994 (porównanie sekwencji DNA jądrowego i mitochondrialnego licznych gatunków waleni z sekwencjami świni domowej czy bydła domowego) ujawniła wyniki sprzeczne z większością dotychczasowych poglądów: walenie i bydło domowe łączy więcej podobieństw, niż walenie i świnię domową czy nawet bydło domowe i świnię domową. Praca autorstwa Irwin i Árnason, wydana w tym samym roku, wprowadziła do analizy (tym razem sekwencjonowano gen cytochromu b) także hipopotama, który okazał się być bliżej spokrewniony z waleniami niż z innymi ssakami kopytnymi, wśród których był klasyfikowany. Podobny wynik przyniosła paca Gatesy'ego i innych z 1996, a także Arnasona z 2000. Kwestia bliskiego pokrewieństwa przodków waleni z mezonychami pojawia się jeszcze w pracach naukowych, jak u Spauldinga i innych (2009) – praca te rozważa jednak włączenie mezonychów do parzystokopytnych.

## Nowe taksony
Jak zauważył Gatesy z zespołem, z badań wynikało bliskie pokrewieństwo waleni i hipopotamowatych, tworzących grupy siostrzane. Oznacza to, że parzystokopytne w tradycyjnym rozumieniu, nie obejmując waleni, są taksonem parafiletycznym. Podobnie hipopotamowate nie mogły pozostawać dalej w obrębie świnioksztatłnych. Hipopotamowate i walenie tworzyły razem klad i kolejny klad po dodaniu przeżuwaczy. Arnason et al. przedstawiają pokrewieństwa następującym kladogramem:
|  | kot domowy, szarytka morska |
|  |                             |
|  | nosorożec biały, koń        |
|  |                             |

|  | bydło domowe, owca domowa                                                                    |
|  |                                                                                              |
|  | \| \| hipopotam nilowy \| \| \| \| \| \| kaszalot spermacetowy, płetwal błękitny \| \| \| \| |
|  |                                                                                              |
|  | hipopotam nilowy                                                                             |
|  |                                                                                              |
|  | kaszalot spermacetowy, płetwal błękitny                                                      |
|  |                                                                                              |

|  | hipopotam nilowy                        |
|  |                                         |
|  | kaszalot spermacetowy, płetwal błękitny |
|  |                                         |

|  | bydło domowe, owca domowa                                                                    |
|  |                                                                                              |
|  | \| \| hipopotam nilowy \| \| \| \| \| \| kaszalot spermacetowy, płetwal błękitny \| \| \| \| |
|  |                                                                                              |
|  | hipopotam nilowy                                                                             |
|  |                                                                                              |
|  | kaszalot spermacetowy, płetwal błękitny                                                      |
|  |                                                                                              |

|  | hipopotam nilowy                        |
|  |                                         |
|  | kaszalot spermacetowy, płetwal błękitny |
|  |                                         |

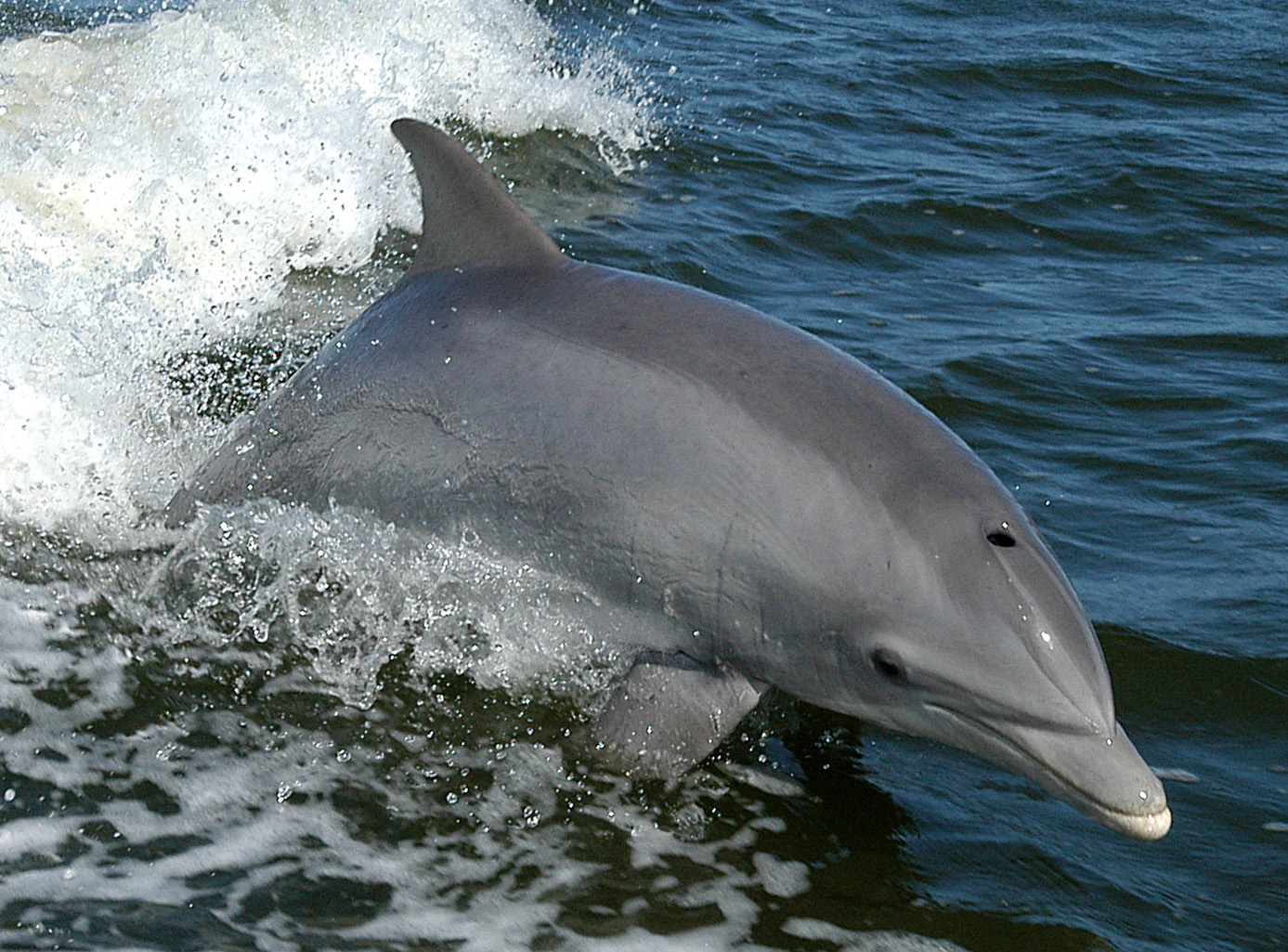
Butlonos zwyczajny

Cytowana wyżej praca autorstwa Gatesy i innych nie nadaje jeszcze nowym kladom nazwy. Stosuje między innymi określenie opisowe Cetacea/Hippopotamidae na nazwanie grupy łączącej hipopotamy i walenie. Nowe nazwy wprowadzone zostały w pracy Waddela, Okady i Hasegawy z 1999. Klad o definicji Cetacea + Hippopotamidae określili nazwą Whippomorpha. Klad powstały z połączenia tychże Whippomorpha i przeżuwaczy (Ruminantia) nazwali Cetruminantia. Wyróżnili ponadto klad Artiofabula. Praca Waddela i in. nie została przez wszystkich dobrze przyjęta. Arnason i współpracownicy skrytykowali jego pomysły, w szczególności zaś nie spodobała im się stworzona przez niego nazwa Whippomorpha. Określili ją mianem „problematycznej” – miała mylić się z nazwą Hippomorpha (koniokształtne), używaną na określenie grupy nieparzystokopytnych. Arnason et al. powoływali się na nazewnictwo stosowane we wcześniejszej o trzy lata pracy Montlegard – wprowadzone przez nią Cetferungulata zdążyło już wejść do powszechnego użytku. Analogicznie więc klad hipopotamowate + walenie, obejmujący w rzeczywistości walenie i grupę zawierającą hipopotamowate i ich wymarłych krewnych antrakoteria określaną mianem Ancodonta, powinien zwać się nie Whippomorpha, ale Cetancodonta. Kolejnych modyfikacji dokonał ze swym zespołem Spaulding. Mianowicie docenił on definicję „Cetancodonta” jako kladu koronnego, zwrócił jednak uwagę na pewne trudności z dotychczasowym nazewnictwem. Formalnie zdefiniował Cetancodonta jako klad typu node, obejmujący wszystkich potomków ostatniego wspólnego przodka hipopotama nilowego i butlonosa zwyczajnego. Zauważył też potrzebę objęcia nazwą kladu obejmującego wszystkie taksony bliższe Cetancodonta, niż jakimkolwiek innym współczesnym gatunkom. Ten właśnie klad otrzymał nazwę Cerancodontamorpha.

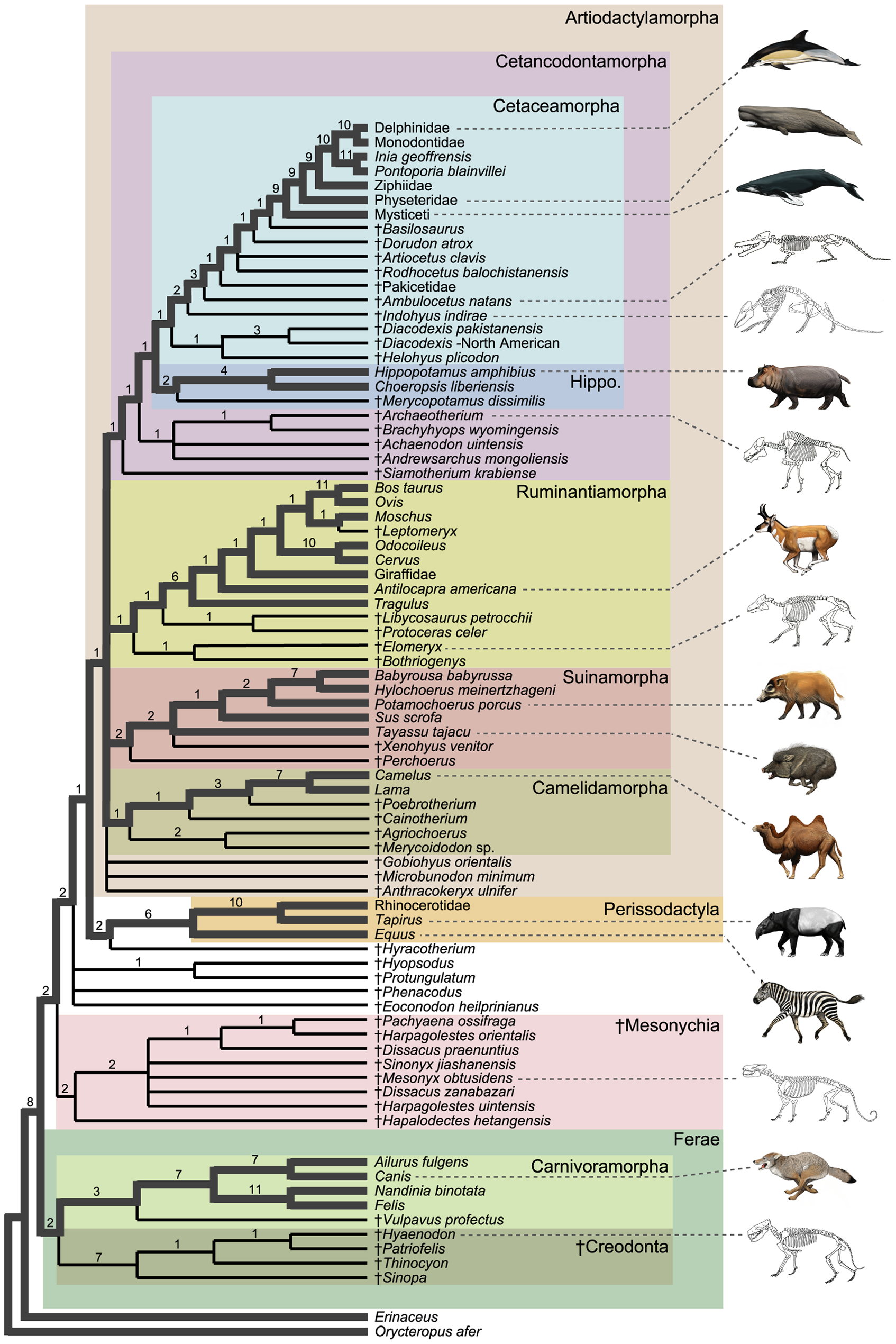
Kladogram (na podstawie Spaulding, O’Leary, Gatesy, 2009)

Pozycję Cetandodontamorpha na drzewie rodowym ssaków obrazuje kladogram z publikacji Spauldinga i współpracowników, przedstawiony obok. Cetancodontamorpha zaznaczono na nim barwą liliową. Grupą siostrzaną tego kladu jest Siamotherium zaliczane wcześniej do rodziny antrakoteriów. Wraz z Ruminantiomorpha, Suinamorpha i Camelidamorpha tworzą one większą grupę Artiodactylamorpha.